# Algirdas Julien Greimas
Algirdas Julien Greimas, född 9 mars 1917 i Tula, Ryssland, död 27 februari 1992 i Paris, var en litauisk lingvist, som gjorde bidrag till semiotiken och narratologin och även forskade om Litauens mytologi.

## Biografi
Greimas studerade juridik i Litauen, och lingvistik i Grenoble. 1939 gjorde han militärtjänst i Litauen. Han återkom till Frankrike 1944, där han doktorerade 1949 vid Sorbonne. Därefter föreläste han vid universiteten i Ankara, Istanbul, Poitiers och Alexandria. I Alexandria mötte han Roland Barthes, med vilken han skulle utveckla en nära relation. Han var senare professor i Paris, och grundade Paris skola för semiotik.

## Teorier
Greimas har främst blivit uppmärksammad inom narratologin, där han bygger vidare på Vladimir Propp och den ryska formalismen samt Roman Jakobson och strukturalismen. I likhet med Barthes sökte Greimas finna en diskursens morfologi, och utvecklade därför absoluta system för texttolkning. Hans aktantmodell, som han presenterade i Sémantique structurale (1966), har blivit berömd, med vilken han avser att visa på rollstrukturer som han menar finns i alla berättelser; eftersom även sociologin använder begreppet aktant har han även fått viss betydelse i detta fält. ”Berättelse” förstås här i en vid, postmodern, betydelse, och innefattar praktiskt taget alla ”imaginära världar”. 
Andra bidrag han gjorde till semiotiken var teorin om den semiotiska fyrkanten  (som ofta används vid analyser av berättelser), begreppet isotopi (upprepandet av meningselement), det narrativa programmet, samt en semiotik över världen. Hans textbegrepp var påverkat av den generativa grammatiken och Noam Chomsky, och innebar att se texten som flera skikt, med en djupstruktur som utgörs av tankekategorier, en ytnarrativ struktur, en representationsstruktur eller diskurs, och sist språkformen eller manifestationen. Därigenom kunde Greimas presentera en helt ahistorisk teori och tolkningsmodell.
Tillsammans med Claude Lévi-Strauss har Greimas fått kritik av folkloristen Elizar Meletinskij i boken The Poetics of Myth för att förbise de tydliga skillnaderna mellan myt och undersaga; Meletinskij motsätter sig jämförelsen av myten som muntligt traderad litteratur. Greimas räknas dock som en av det senare 1900-talets främsta litteraturteoretiker, och som en av narratologins och semiotikens förgrundsgestalter.